# Aerodromul Duxford
Aerodromul Duxford (IATA: QFO, ICAO: EGSU) este un aeroport din Cambridgeshire⁠(d), Cambridgeshire, East of England, Anglia, Regatul Unit. A fost numit după Royal Air Force Station Duxford⁠(d).
Situat la o altitudine de 38,1 m, aeroportul dispune de 2 piste. Este operat de Imperial War Museum⁠(d).

## Infrastructură

### Piste
Aeroportul dispune de 2 piste. Pista 06L/24R are suprafața de Iarbă și dimensiunile 880 m × 25 m. Pista 06R/24L are suprafața de asfalt și dimensiunile 1.503 m × 32 m. 